# مورچگی
مورچگی، روستایی در دهستان راهگان بخش راهگان شهرستان خفر در استان فارس ایران است.

## جمعیت
بر پایه سرشماری عمومی نفوس و مسکن در سال ۱۳۹۵، جمعیت این روستا برابر با ۳۰۳ نفر (۸۷ خانوار) بوده است.